# エイブ・ジェイコブズ
エイブ・ジェイコブズ（Abe Jacobs、1928年6月18日 - 2023年8月21日）は、ニュージーランド出身のプロレスラー。
レスリングの下地を持つ実力派の中堅レスラーとして、アメリカ合衆国のNWAミッドアトランティック地区などを主戦場に活動した。
日本ではアベ・ヤコブの表記および呼称で知られ、覆面レスラーのレッド・ピンパネールとしても活躍した。

## 来歴
父親の経営していた牧場で子供の頃から働きながら体を鍛え、10代半ばよりレスリングとウエイトリフティングを開始。レスリングではカンタベリーの州タイトルを3回、ウェリントンの州タイトルを4回獲得し、全国大会でも優勝を果たした。1956年メルボルンオリンピックの選考会にも参加したが、対戦相手の選手に1ポイント差で敗れ、五輪への出場を断念している。
その後、プロ転向を決意し、ファビュラス・カンガルーズのアル・コステロおよびニュージーランドに遠征していたゼブラ・キッドのバックアップのもと、1958年にデビュー。ゼブラ・キッドことジョージ・ボラスは自身もアマチュアレスリング出身であったことから、ジェイコブズのキャリアを気に入って各地のプロモーターに売り込んだという。
ニュージーランドで10試合ほど行った後にハワイに渡り、チャーリー・カラニ、サム・スティムボート、ボブ・シブヤ、ラッキー・シモノビッチらと対戦。1959年よりアメリカ合衆国本土に進出して、WWWFの前身団体であるノースイーストのキャピトル・レスリング・コーポレーションで活動。ユダヤ系ニュージーランド人のベビーフェイスとして、ジョニー・バレンタイン、ブル・カリー、シーク・オブ・アラビア、ジェリー・グラハム、ジョン・トロス、スカル・マーフィー、キラー・コワルスキー、バディ・ロジャースといったヒールのビッグネームと対戦し、アントニオ・ロッカのパートナーにも起用された。
1962年にはロサンゼルスのWWAに登場。地区デビュー翌日の10月30日、ヘイスタック・カルホーンと組んでインターナショナルTVタッグ王座を獲得している。翌月29日にザ・デストロイヤー&ドン・マノキャンにタイトルを奪われるも、WWAではグレート東郷やミスター・モトとも対戦した。1964年からは南部のNWAフロリダ地区に参戦。5月5日にドン・カーティスと組んでデューク・ケオムカ&ヒロ・マツダからフロリダ版のNWA世界タッグ王座を奪取した。7月17日にはマイアミビーチにおいて、ルー・テーズが保持していたNWA世界ヘビー級王座にも挑戦している。
1966年末、アベ・ヤコブの名義で日本プロレスに初来日し、12月30日の後楽園ホールでの前夜祭（芳の里に勝利）を経て、バディ・オースチンらと共に翌1967年1月開幕の『ニュー・イヤー・シリーズ』に参戦。2月6日に札幌中島スポーツセンターにおいて、ミスター・アトミックと組んで大木金太郎&吉村道明のアジアタッグ王座に挑戦した。
1968年より、長年の主戦場となるNWAミッドアトランティック地区に定着。シューターとして知られたルーサー・リンゼイのパートナーとなり、ジン・アンダーソン、ラーズ・アンダーソン、オレイ・アンダーソンのミネソタ・レッキング・クルーと抗争を展開した。同年1月27日にはバージニア州ロアノーク、29日にはノースカロライナ州シャーロットにて、ジン・キニスキーのNWA世界ヘビー級王座に連続挑戦している。ミッドアトランティックでは、同じくレスリングの強豪だったティム・ウッズとも度々タッグを組んだ。
1972年9月、カール・ゴッチのブッキングにより、レッド・ピンパネール（Red Pimpernel）なる赤覆面のマスクマンに変身して新日本プロレスの『ニュー・ゴールデン・シリーズ』に参戦。この変身は旗揚げシリーズに来日したジム・ドランゴことボブ・アームストロングなどと同様、NWAに非加盟だった当時の新日本プロレスに、アメリカと同じリングネームのまま出場することができなかったためとされる。シリーズ中は外国人エースを務め、10月9日に広島県立体育館において、アントニオ猪木の世界ヘビー級王座（同月4日に猪木がゴッチから奪取したタイトル）に挑戦した。
以降も新日本プロレスにはレッド・ピンパネールとして、タイガー・ジェット・シンが初来日した1973年5月開幕の『ゴールデン・ファイト・シリーズ』にも参戦。最後の来日となった1974年10月開幕の『闘魂シリーズ第2弾』には素顔で試合に出場し、アンドレ・ザ・ジャイアントともタッグを組んだ。
アメリカではミッドアトランティックを主戦場としつつ、南部の各テリトリーにも出場。1976年7月8日にはテキサス州アマリロにおいて、ペッツ・ワトレーと組んでNWAウエスタン・ステーツ・タッグ王座を獲得。ザ・ファンクスが主宰していた同地区では、リップ・ホーク&スウェード・ハンセンのブロンド・ボンバーズともタイトルを争った。
1976年は新日本プロレスのブラジル遠征にも参加しており、ウィレム・ルスカとイワン・ゴメスがセメントマッチを行った8月7日のリオ・デ・ジャネイロ大会では猪木とシングルマッチで対戦した。
その後はベテランのアンダーカード要員として、1980年代前半までミッドアトランティック地区のハウス・ショーやTVテーピングに出場していた。引退後はシャーロットにおいて、リッキー・スティムボートのジムの管理者を務めていた。1995年5月20日にはジム・コルネットが主宰していたスモーキー・マウンテン・レスリングのイベント "Carolina Memories" に、ミスター・レスリング、ネルソン・ロイヤル、ジョニー・ウィーバー、マグナムTAらと共にミッドアトランティックのレジェンドとして出席した。
存命のプロレスラーでは世界最高齢として知られたが、2023年8月21日、シャーロットにて95歳で死去。

## 得意技
キウィ・ロール
うつ伏せになった相手の膝の内側に自分の膝を押し当てて捻りながら、ローリング・クレイドルのように回転してダメージを倍加させる回転式レッグロック。キウィ・レッグ・ロール（Kiwi Leg Roll）とも呼ばれる。ミッドアトランティック地区でジェイコブズと対戦したことのあるキム・ドクも、この技でジャンボ鶴田からギブアップを奪ったことがある。

## 獲得タイトル
ワールドワイド・レスリング・アソシエーツ
- WWAインターナショナルTVタッグ王座：1回（w / ヘイスタック・カルホーン）[10]

チャンピオンシップ・レスリング・フロム・フロリダ
- NWA世界タッグ王座（フロリダ版）：1回（w / ドン・カーティス（英語版））[12]

ウエスタン・ステーツ・スポーツ
- NWAウエスタン・ステーツ・タッグ王座：1回（w / ペッツ・ワトレー）[22]